# 化妝間
化妝間或稱化妝室，（英文： or ），多設於表演場地會堂舞台的後台，或宴會場所內作化妆的位置，或設於豪華住宅大面積家居樓宇，設有私人專用的化妝間。殯儀館內通常也設有為遺體化妝的房間。
另外，有些地方以化妝室做為廁所的代稱。